# Герб Бобринецького району
Герб Бобринецького району — один з офіційних символів однойменного району Кіровоградської області. Затверджений рішенням V сесії Бобринецької районної ради XXIV скликання від 11 серпня 2004 року № 292 Автори проекту — В. Кривенко, К. Шляховий.

## Опис
|  | У синьому полі золотий козацький (кавалерський) хрест із синім кружолом у хрестовині то чотирма золотими пшеничними колосками між раменами, у золотій главі — дві червоні козацькі піки з синіми наконечниками та червоно-срібними значками покладені навхрест. |

## Символіка герба
На Бобринеччині з козацьких часів збереглися в народі назви запорозьких зимівників, що існували вздовж річок Бобринки, Гнилого Єланця та Мертвоводу: Остапова балка, Хутір Козачий, Карасів хутір. 3 села Олексіївки був родом знаменитий ватажок Коліївщини Максим Залізняк, іменами козаків Бузька та Моркви названо урочища.
У Вертіївій балці збереглася до наших днів Запорізька Криниця. Сторожові козацькі кургани, насипані по Бобринецьких степах, повсякденно нагадують про козацькі часи: Дуплонатова Могила, Козачий Горб.
Козацькі піки символізують славне минуле краю, войовничу вдачу предків, які завжди боронили свою землю від ворожих посягань.
Піка (спис) — один з найуживаніших у запорозьких козаків видів зброї. У геральдиці символізує непохитність та незмінність обраного шляху. Перехрещені піки означають упевненість та захищеність.
Колоподібний козацький хрест з пшеничними колосками — це своєрідний солярний знак з широким обсягом позитивної символіки, в основу якої покладена життєдайна енергія сонця, що забезпечує світло і тепло на землі.